# おれんじ7
おれんじ7は、かつて四国開発フェリー（オレンジフェリー）が運航していたフェリー。愛媛県西条市の東予港と大阪南港を結ぶ航路に就航していた。

## 概要
おれんじ2の代船として、今治造船今治工場で建造され、1994年に新居浜 - 東予 - 大阪航路に就航した。
就航当初はニューおれんじ、1999年以降はおれんじ8とそれぞれ1日1往復するダイヤで運航されており、昼便と夜行便が存在したが、2012年10月1日のダイヤ改正による減便で、両船合わせて1日1往復、夜行便のみの運航となった。
2018年8月におれんじ8が新造船おれんじ えひめへの置き換えに伴い退役、それに伴い東予港新ターミナルが供用開始されてからは、同年12月のおれんじ おおさか就航までの暫定措置として、本来おれんじ おおさかが受け持つ便を代行する形で東予港旧フェリーターミナルからの運航を継続し、おれんじ おおさか就航2日前の2018年12月4日運航便を以て退役。同時に東予港旧フェリーターミナルの営業も終了した。

## 船内
従来の「おれんじ2」と比較し快適さと豪華さを意識してスカイラウンジやダイニングといった公室のスペースを広くし客室は個室志向の高まりを受け2人部屋を増やし、車両搭載数については無人航送の増加を受け従来比3割増加とした。

### 船室
- 特別室（3室） - ツイン、海側、展望浴室、トイレ付
- 特等室A（16室） - ツイン、海側
- 特等室B（24室） - 2段ベット、ツイン、海側
- 1等客室（13室） - 二段ベッド、海側
- 2等寝台（25室） - 二段ベッド大部屋、内側
- 2等客室（15室） - カーペット大部屋（全席指定）、海側/内側
- ドライバーズルーム

### 設備
5階
- 展望室「スカイラウンジ」

4階
- 展望浴室
- TVコーナー
- 特別室（2室）
- 特等室A（16室）
- 特等室B（12室）
- 1等室（4室 当初は2等寝台）
- 2等寝台（17室）
- 2等室（6室）

3階
- エントランス（3層吹き抜け）
- 案内所
- ショップ
- レストラン
- ゲームコーナー
- マルチホール
- ドライバー浴室
- 特別室（1室）
- 特等室A（5室）
- 特等室B（8室）
- 1等室（17室 内側4室は当初2等寝台）
- 2等室（9室）
- ドライバーズルーム（7室）